# Honda Hungary Kft.
A Honda Hungary Kft. 1993 decemberében alakult a tokiói székhelyű Honda Motor Co., Ltd. százszázalékos tulajdonaként. A cégbejegyzést követően a hivatalos működés 1994. április 1-jén kezdődött meg a Budapest Pálya utca 9. szám alatti irodaépület 110 négyzetméteres helyiségében. Induláskor a munkatársak száma hat volt, napjainkra azonban – a cég fejlődésével párhuzamosan – 36 főre bővült.
A cég megalapításakor 1993-ban az elnök Kani Hirotomo volt, az ügyvezető igazgatója pedig Reisz János. A jelenlegi elnök, Ogava Tadasi 2006. január 1-jén érkezett a Honda Hungaryhez.

## Feladata
A Honda Hungary Kft. feladatául – a Honda márka kizárólagos magyarországi képviselőjeként – a Honda személygépkocsik és motorkerékpárok magyarországi értékesítési- és szervizhálózatának kialakítását és folyamatos működtetését határozták meg. A tevékenység 1994-ben még csak a személygépkocsi értékesítésre terjedt ki, a következő évben azonban a motorkerékpár értékesítéssel bővült. A Honda három fő üzletága – személygépkocsi, motorkerékpár, kisgépek – közül az utóbbit a Honda Motor Co., Ltd-vel szerződéses viszonyban lévő – és a Honda Hungary Kft.-től teljesen független – disztribútor látja el.

## Története
1994-es megalakuláskor a cég teljes egészében átvette a korábbi importőr – egy angol–magyar közös tulajdonban lévő, magánszemélyek által bejegyzett vállalat – 12 egységből álló márkakereskedői hálózatát. Márkakereskedői és szervizhálózatának kialakítása és fejlesztése során az ország egyre tökéletesebb lefedésére törekszik – természetesen szem előtt tartva a régiónként eltérő keresleti viszonyokat – így ma már 30 személygépkocsi- és 28 motorkerékpár-értékesítéssel foglalkozó márkakereskedés tartozik hozzá.
A cég 1998 elején Budaörsre, a Törökbálinti utca 25/b. szám alá helyezte át székhelyét, ahol 542 négyzetméter alapterületű, korszerű – oktatóközpontot és műhelyt is magába foglaló – központot létesített.
Magyarországi termékkínálatát úgy igyekezett kialakítani, hogy az a hazai piaccal együtt fejlődve elégítse ki az ügyfelek igényeit és elvárásait.
Amikor a Honda Hungary Kft. 1994-ben megjelent a hazai piacon, még csak alakulóban volt a Honda vásárlórétege. Nehéz munka volt a Honda név megismertetése, a Honda-filozófia elfogadtatása a vásárlókkal. Kezdettől fogva az értékesített gépjárművek számának folyamatos növelése volt az elsőrendű cél, ennek eredményeként a cég Magyarországon minden évben nagyobb mértékű értékesítési eredménynövekedést tudott felmutatni, mint maga az autópiac.
A Honda cégfilozófiáját leginkább az 1998-ban bevezetett „Ember a gép előtt” szlogen fejezi ki. A Honda termékeit és szolgáltatásait büszkén képviselő munkatársak is arra törekszenek, hogy jó emberi kapcsolat megteremtésével pozitív képet alakítsanak ki a vásárlóban.

## Külső hivatkozások
- A Honda Hungary Kft. cégtörténete (2009. I. 14.)
- Honda Worldwide (angolul)
- Honda-könyvtár Archiválva 2021. január 16-i dátummal a Wayback Machine-ben (japánul)
- Honda ATV's Dél Afrika (angolul)
- Honda Club (németül)